# Étienne Alexandre Bardin
Pour les articles homonymes, voir Bardin.
Étienne-Alexandre Bardin est un militaire français, né le 31 mai 1774 à Paris et mort en son château du Châtelet, commune de Corquilleroy (Loiret) le 27 octobre 1840. Inhumé dans le cimetière de Cepoy (Loiret). La sépulture existe encore de nos jours.

## Biographie
Fils du peintre Jean Bardin, il fut soldat volontaire au commencement de la Révolution française de 1789. Nommé adjudant-major le 12 septembre 1792, dans le 8e bataillon de volontaires des réserves, il assista à la défense de Bergues, à la bataille d'Hondschoote, au déblocus de Dunkerque, au siège d'Ypres. Il fit partie de l'armée de Sambre-et-Meuse, comme commandant une compagnie de la  8e demi-brigade d'infanterie légère de première formation. 
En l'an VI, il était en Italie au siège d'Ancône. En l'an VII, il était second aide-de-camp de Junot; commandant de Paris, chef de bataillon en l'an XI, et major en 1804 ; il commandait la cohorte d'Eure-et-Loir dans la campagne de Flessingue contre les Anglais. 
Après cette expédition, il fut quelque temps attaché au ministère de la guerre, et en 1811, il obtint le grade de colonel dans les pupilles de la garde avec rang de major de la vieille garde impériale. Cette même année il reçut la décoration d'officier de la Légion d'honneur et fut nommé colonel du 9e régiment des tirailleurs de la jeune garde, à la tête duquel il fit la campagne de Saxe. Après la bataille de Dresde où il dirigeait une brigade, il fut promu au rang de commandant de la Légion d'honneur, et peu avant la bataille de Leipzig, il fut promu baron de l'Empire. Confirmé par ordonnance, baron héréditaire, le 16 janvier 1815.
Après le licenciement de l'armée, le duc de Feltre l'attacha au dépôt de la guerre. Le colonel Bardin fut mis en non-activité le 1er mai 1818 et admis à la retraite par ordonnance du 18 décembre 1822 à compter du 12 septembre 1822.
Le roi le fit maréchal de camp (général de brigade) à titre honorifique, le 28 mai 1823.
On lui doit un Manuel d'infanterie et un « Dictionnaire de l’armée de terre et recherches historiques sur l’art et les usages militaires des anciens et modernes », vaste encyclopédie des sciences militaires, 4 forts volumes in-8, publiés après sa mort, ainsi que plusieurs ouvrages militaires. De plus, il a publié sur la même matière un grand nombre d'articles.

## Œuvres
- Étienne-Alexandre Bardin, Dictionnaire de l’armée de terre et recherches historiques sur l’art et les usages militaires des anciens et modernes (BNF 30960671) (17 volumes, disponibles sur Gallica)
- Manuel d'infanterie : ou Résumé de tous les règlements, décrets, usages, renseignements concernant l'infanterie, dans lequel se trouve renfermé tout ce que doivent savoir les sergents et caporaux, Paris, Magimel, 1807, 139 p. (BNF 30056305)
- Manuel des sergens et caporaux, à l'usage du deuxième régiment de la garde de Paris ; mis en ordre par le Major de ce régiment, Paris, S.-A. Hugelet, 1807, V-166 p. (BNF 33471677)